# Вексицы
Вексицы — село  в Ростовском районе Ярославской области России.
В рамках административно-территориального устройства относится к Поречскому сельскому округу Ростовского района, в рамках организации местного самоуправления включается в сельское поселение Поречье-Рыбное.

## Название
Ойконим Вексицы несут от гидронима (названия речки), на которой стоит село. Та же, в свою очередь, берет название еще от проживающих здесь ранее финно-угорских племен Меря.

## География
Село находится в юго-восточной части области, в зоне хвойно-широколиственных лесов, к югу от озера Неро, на расстоянии примерно 6 километров (по прямой) на восток от центра поселения посёлка Поречье-Рыбное и 20 километров (по прямой) к юго от города Ростова, административного центра района.  

### Климат
Климат характеризуется как умеренно континентальный, с умеренно холодной зимой и относительно тёплым влажным летом. Среднегодовая температура воздуха — +3,4 °C. Средняя температура воздуха самого холодного месяца (января) — −11,1 °C (абсолютный минимум — −46 °C); самого тёплого месяца (июля) — +17,3 °C (абсолютный максимум — +36 °C). Годовое количество атмосферных осадков составляет 500—600 мм, из которых большая часть выпадает в тёплый период.

## История
Год образования села доподлинно неизвестен, но известно, что до 1764 г. оно принадлежало Ростовскому архиерейскому дому, до этого уже было заселено в начале XVII в. Об этом можно судить по писцовым материалам Ростовского уезда XVII века, где в Писцовой книге патриарших, митрополичьих и монастырских земель 1629—1631 гг. есть следующая запись: «В том же Вексицком стану за ростовским митрополитом Варламом: Село Вексицыно на речке Вексице да к нему припущено исстари в пашню пустошь Бабано. А в селе церковь Георгия страстотерпца, древян, клетцки. А церковь, и в церкве образы и свечи, и книги, и ризы, и сосуды церковные, и клепало, и всякое церковное строенье мирское. У церкви поп Семен Дмитриев, дьячок Власко Спиридонов, пономарь Дмитрейко Малофеев, просвирница Настасьица да келья нищея. Пашни церковные середние земли десять чети в поле, а в дву по тому ж. Сена около Поль сорок пять копен да отхожева у Ситовского у озера на пожне Хохалевской да на пожне Дарьевской сорок пять копен, да в Вязниках на пожне Тобале, да на пожне Подберезной, да на пожне Сенковской дватцать копен. Да пожни ш церковные, заросли лесом, пожня Дворила да пожня Братцая, да пожня Воротная, да пожня Капустноя, да пожня Вселетская, а сколко покосов бывало на них не упомнят, потому что лесом поросли. В селе ж двор митрополич да крестьян… в селе ж остров Шиков, стерегут митрополичьих заповедных лесов. Пашни паханые середние земли четыре чети да перелогом и лесом поросло сто шестьдесят шесть чети в поле, а в дву по тому ж. Сена около Поль девяносто копен, а отхожево под селом Поречьем на пожне Глушице шестьдесят копен. Лесу, рощи вязнику внизу к Ростовскому озеру вдоль на три версты, а поперек на версту. А в том лесу угодья хмель и орехи, емлют тот хмель на митрополичий двор на обиходы разных сел и деревень крестьяне».
В селе Вексицах (по данным 1885 и 1908 гг.) стоит Георгиевская церковь каменная с тремя пределами. Главный предел в летней холодной церкви во имя святого Великомученика Георгия (23 апр., 3 нояб., 26 ноябр.); в зимней теплой церкви два предела: — правый во славу Живоначальной Троицы, левый в честь Успения Божьей Матери; холодная церковь отделяется от теплой стеклянной аркой. Церковь каменная пятиглавая, соединенная с каменною же одноглавою колокольней. Двусветный четверик храма, покрытый сомкнутым сводом, обработан по углам парными пилястрами. Декор четверика, перекликается с арочной формой его окон и с аркой портала. Как видно из храмозданной грамоты, данной архиепископом Арсением, вследствие прошения священника Матвея Гаврилова и церковного старосты Ивана Яковлева (от 1789 г.), означенная каменная церковь выстроена, по ветхости деревянной, старанием прихожан и освящена в 1798 г. строителем Бeлогостицкого монастыря иеромонахом Исаакием. Справа от церкви — одноэтажное здание бывшей приходской школы, построено в 1910 году по типовому проекту для сельской местности. По дороге из села Вексицы в сторону села Поречье-Рыбное располагается группа древних курганов.
Прежде существующей каменной церкви были двe деревянные (что видно и по месту престолов, которые ограждены деревянными срубами). Первая была холодная, во имя св. великомученика Георгия, когда она выстроена—нeт положительных данных, только из указа 1771 г. видно, что она в то время была хотя и не новая, но довольно твердая, поэтому постройку ее можно предположительно отнести к концу XVП столетия. Церковь эта, как видно из того же указа, была довольно высока, а потому прихожанин, «коллежский регистратор Иван Иванов сын Ушаков», желая иметь теплую церковь, и просил епископа Афанасия разрешить ему под оною устроить на свои средства теплую церковь во имя Успения Божией Матери, на что и получил дозволение. Он же, Ушаков, в следующем 1772 г., по чрезвычайной высоте холодного Георгиевскаго храма и опасению, чтобы «от того не случилось какого повреждения», отменил постройку внизу холодного, теплого храма и просил уже разрешения (у того же епископа Афанасия) устроить теплый храм на особом месте, каковый и построил исключительно на собственные свои средства, «со всеми подобающими принадлежностями».
Справа от церкви находилось одноэтажное здание приходской школы, построенное в 1910 году по типовому проекту для сельской местности, также в селе по данным 1908 года было расположено приходское попечительство.
Церковь закрыта в 1930, верхние яруса колокольни разрушены. Использовалась как склад, сейчас пустует.

### Административно-территориальная принадлежность
В конце XIX — начале XX село являлось центром Ворожской волости Ростовского уезда Ярославской губернии Ростовского уезда Ярославской губернии.
С 1929 года село являлось центром Вексицкого сельсовета Ростовского района, с 1954 года — в составе Климатинского сельсовета, с 1960 года — в административном подчинении рабочего посёлка Поречье-Рыбное, с 2005 года — в составе сельского поселения Поречье-Рыбное.

## Население
| 1859 | 1897 | 1914 | 2007 | 2010 |
| ---- | ---- | ---- | ---- | ---- |
| 436  | ↗577 | ↗600 | ↘4   | ↘2   |

### Историческая численность населения
- 1629—1631 гг. около 32 семей[12];
- 1646 г. — 42 семьи[13];
- 1859 г. — в селе 70 дворов, мужского населения — 211 человек, женского — 225[14];
- 1861 год — 75 дворов, 216 душ мужского пола и 260 женского[15];
- По сведениям конца XIX века в селе «61 двор, 216 ревизских душ, 215 наделов; принадлежит государственным крестьянам. Жители, кроме хлебопашества, занимаются огородничеством и разведением душистых трав»[7];
- 1908 г. — церковных прихожан в селе 341 мужского пола и 383 женского[5];
- 1952 г. — население более 500 человек[16];
- 2009 г. — 3 человека[17].

## Достопримечательности
В селе расположена недействующая церковь Георгия Победоносца (1798).